# IMO Leipzig

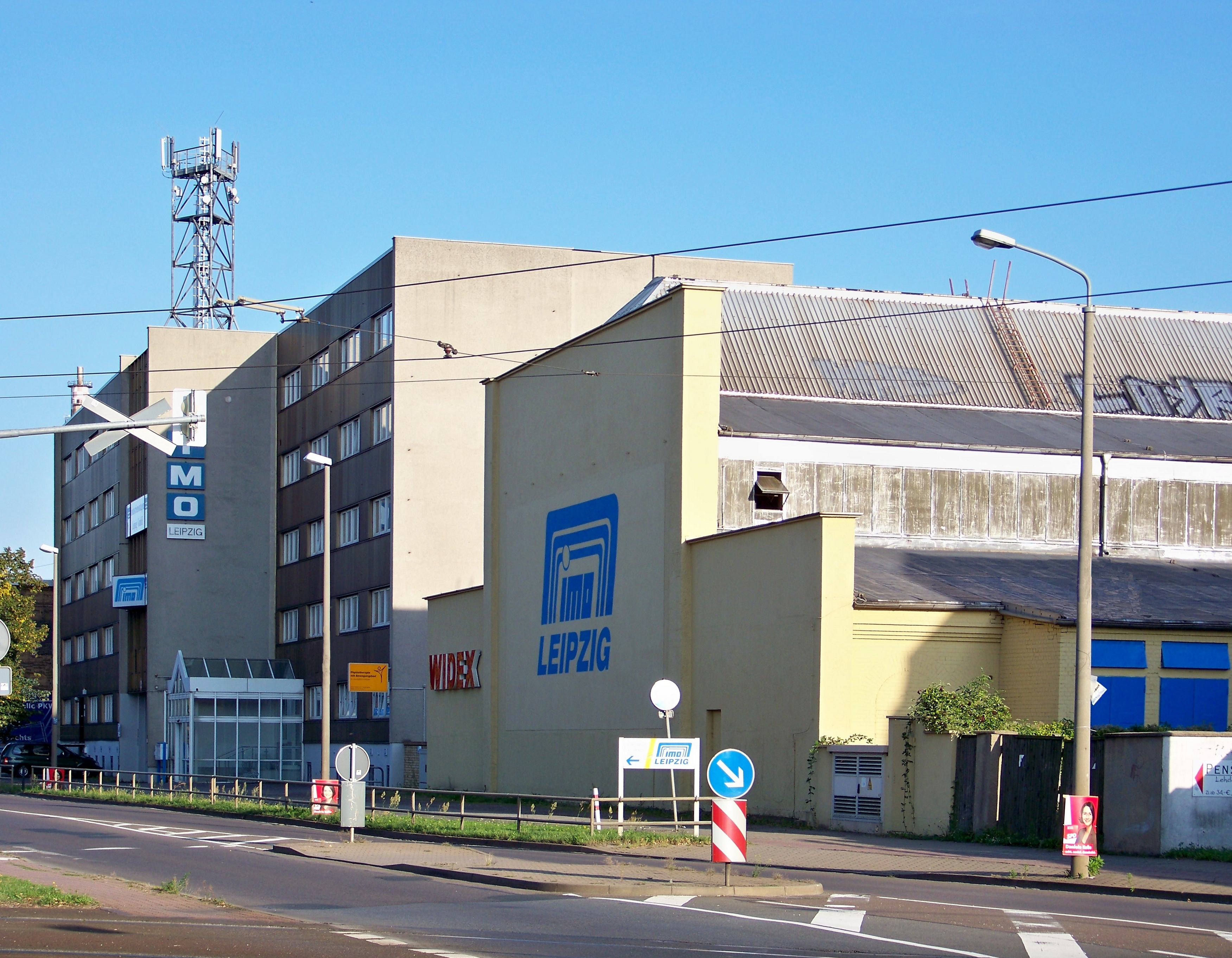
Die IMO Leipzig GmbH in Leipzig-Paunsdorf

Die Industriemontagen Leipzig GmbH war ein Montagebetrieb mit über 100 Jahren Firmentradition.

## Geschichte
Das Unternehmen wurde 1890 als Karl-Schiege-Eisenbau in Paunsdorf, damals noch außerhalb Leipzigs, gegründet. Anfänglich umfasste das Produktionsprofil den Bau und die Montage von Brücken; später auch komplette Hallen, z. B. 1908 das Dach des Handelshofes in Leipzig. Die Firma hatte bereits in den 1900er Jahren 150 Mitarbeiter. 1912 erfolgte die Umfirmierung in eine Aktiengesellschaft. Nach Ende des Ersten Weltkrieges wurde die Produktpalette um Hochspannungsmasten, Baumaschinen, Rohrleitungen und Behälter für die chemische Industrie erweitert. Auf dem Gelände entstanden neue Garderoben- und Waschräume sowie ein Speiseraum mit Kantine. Auch ein Betriebsrat wurde gegründet. Nach einigen Expansionen ging die Aktienmehrheit 1922 in die Wolf Netter & Jacobi-Werke über. Die Gesamtübernahme erfolgte 1924 als Wolf Netter & Jacobi-Werke, Abteilung Eisenbau-Schiege Leipzig. Die Werkhallen II und III wurden errichtet und die Belegschaft erhöhte sich auf 300 Mitarbeiter. Während der Weltwirtschaftskrise sank deren Anzahl auf 50, bis 1933 ein erneuter Aufschwung einsetzte. Bereits 1937, mit Verkaufsabsichten konfrontiert, fiel der Betrieb mit der „Arisierung“ 1938 an in die Mannesmannröhren-Werke und firmierte unter Mannesmann-Röhrenleitungsbau AG, Werk Eisenbau Schiege.
Am 10. April 1945 wurde das Werk bei einem amerikanischen Luftangriff zum größten Teil zerstört. Bereits 14 Tage später begann mit 26 Mitarbeitern der Wiederaufbau.
Organisation und Struktur des Stahlbaus von 1945 bis 1990 in Ostdeutschland.
1946 erfolgte die Beschlagnahmung und Zwangsverwaltung durch die sowjetische Verwaltung. Der Betrieb wurde 1948 unter der Bezeichnung Volkseigener Betrieb für die Ausrüstung von Bergbau- und Schwerindustrie (ABUS), kurz ABUS-Stahlbau-vormals-Mannesmann-VEB verstaatlicht. 1958 bekam er erneut einen neuen Namen: VEB Brücken und Stahlbau. Mittlerweile arbeiteten im Werk 1000 Mitarbeiter. Erste Projekte waren u. a. die Elbebrücke Schönebeck, die Nordbrücke in Magdeburg, ein Kabelkran in Wismar – 1968 und der Fernsehturm in Berlin.  Zur Steigerung der Arbeitsproduktivität durch Anwendung moderner Montagetechnologien wurden eine größere Anzahl mobiler Hebezeuge der Bautypen Gottwald für den Chemieanlagenbau und Coles für den Stahlbau importiert. Mit der Absicherung einer effektiven Wartung und Instandhaltung dieses Kranbestandes in der VVB IAS wurde 1965 der VEB Brücken- und Stahlbau Leipzig beauftragt und als spezialisierter Montagebetrieb VEB Industriemontagen (IMO) Leipzig gegründet. Die in den einzelnen Stahlbaubetrieben bisher existierenden Montagekapazitäten wurden herausgelöst und in den IMO-Niederlassungen Leipzig, Magdeburg, Niesky und Plauen organisiert.
Nach der Wende und Neustrukturierung 1990 wurde er als Industriemontagen Leipzig GmbH (IMO Leipzig) 1992 privatisiert.
Seit 1999 waren für die IMO-Leipzig in wachsender Zahl ca. 460 Mitarbeiter im In- und Ausland tätig. In Deutschland zählte sie zu den bedeutendsten Montagefirmen. Ihr Betätigungsfeld lag schwerpunktmäßig im Stahl- und Brückenbau, Mastmontage sowie im Bau von Großtanks, Silos und Behältern.
2008 wurde die bisherige Abkürzung zum Firmennamen IMO-Leipzig und die Firma nutzte diese auch im Logo.
Am 25. Juli 2017 wurde über das Unternehmen ein vorläufiges Insolvenzverfahren beim Amtsgericht Leipzig eröffnet. Nach dem Scheitern der Verhandlungen mit dem letzten Investor wurde die IMO Leipzig abgewickelt.